# Mannekäng

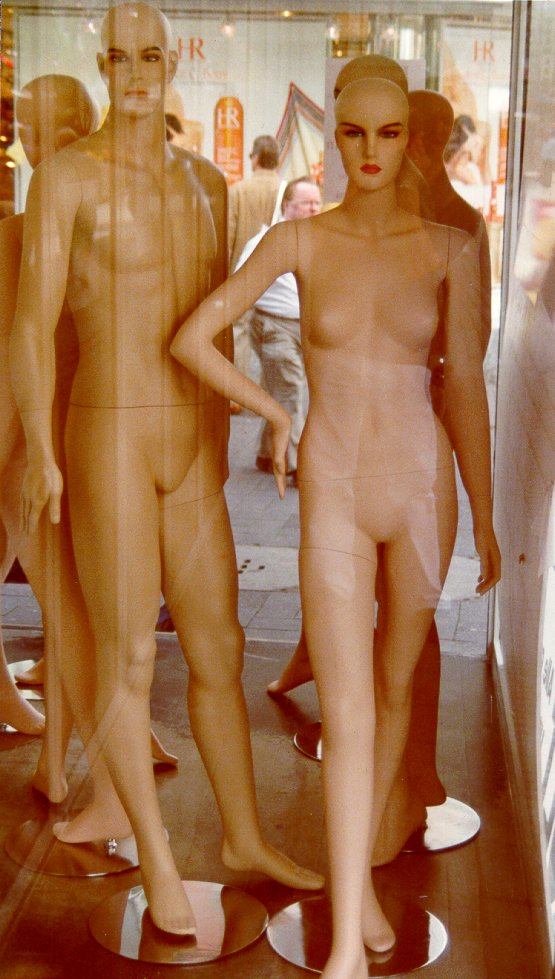
Mannekänger.

Mannekäng (nederländska manneken ’provdocka’, ’modedocka’) var ursprungligen en benämning på de små modedockor i trä som skickades mellan de europeiska hoven iklädda senaste mode, så att skräddarna och sömmerskorna skalenligt fick studera nya skärningar. Dessa förekom för första gången år 1397, och blev omoderna under 1800-talet. 
Mannekäng kan även syfta på den docka, byst, som man provar kläder på. Den förekom första gången i mänsklig storlek cirka 1750. 1830 kom den första skyltbysten, med huvud. År 1849 började tysken Fred Stockman att göra industri av skyltdockor i full skala, från början en idealiserad typ, på 1940-talet med ett mera personligt utseende. 
Mannekäng kan även syfta på personer, i huvudsak kvinnor, som visar kläder. Numera är dock begreppet fotomodell vanligare. Den förste som använde levande mannekänger (modeller) var Charles Frederick Worth på 1850-talet.